# 黄衮 (隋朝)
黄衮 （?—?），隋朝人物，隋炀帝大业时名匠。
黄衮他哥哥黄亘，都是灵巧心思超过一般人。隋炀帝经常让他们当值少府将作。黄亘、黄衮经常参与改换创制很多事务。营建之事，何稠先让黄亘、黄衮定立图样，当时工匠都称赞他们的设计，没有人能修改。黄亘官至朝散大夫。黄衮官至散骑侍郎，大业十二年（616年）三月上巳节，隋炀帝与群臣在西苑水上宴饮。他命令学士杜宝撰写《水饰图经》，收集古代七十二个关于水的故事；让朝散大夫黄衮依故事用木头制成，间杂着乐妓的船只、酒船，木制的人物能动，栩栩如生，钟磬筝瑟，都能发出音乐曲调。